# Cheiloprion labiatus
Cheiloprion labiatus (Day, 1877) è un pesce osseo appartenente alla famiglia Pomacentridae, unico membro del genere Cheiloprion.

## Distribuzione e habitat
La specie è diffusa nelle regioni tropicali dell'Indo-Pacifico ad eccezione dell'oceano Indiano occidentale e del mar Rosso. L'areale va da Sri Lanka fino alle Filippine, le isole Salomone, Vanuatu e il nord dell'Australia. Ci sono segnalazioni da Palau in Micronesia.
Vive nelle zone più riparate e poco profonde delle barriere coralline come le lagune degli atolli, spesso fra i rami delle madrepore del genere Acropora. 
Si può trovare a profondità fra 1 e 3 metri.

## Descrizione
Il carattere più evidente per il riconoscimento di questa specie sono le labbra, che sono ingrossate vistosamente. Per il resto assomiglia molto ai membri del genere Pomacentrus. Il colore è bruno con i bordi delle scaglie più scuro e le labbra più chiare del resto del corpo.
Raggiunge i 6 cm di lunghezza.

## Biologia

### Comportamento
È un animale diurno. Vive solitario o in piccoli banchi.

### Alimentazione
Si nutre unicamente di polipi vivi di coralli, soprattutto Acropora.

### Riproduzione
È una specie ovipara, le uova aderiscono al fondale e vengono sorvegliate dal maschio.